# Línea A del Metro de Santiago
La Línea A será una nueva línea que formará parte del Metro de Santiago y contará con una extensión aproximada de 6,5 kilómetros, conectando la comuna de Cerro Navia con el Aeropuerto Internacional Arturo Merino Benítez. Se interconectará con la Línea 7 en la estación Huelén. El color distintivo es el cian.

## Historia

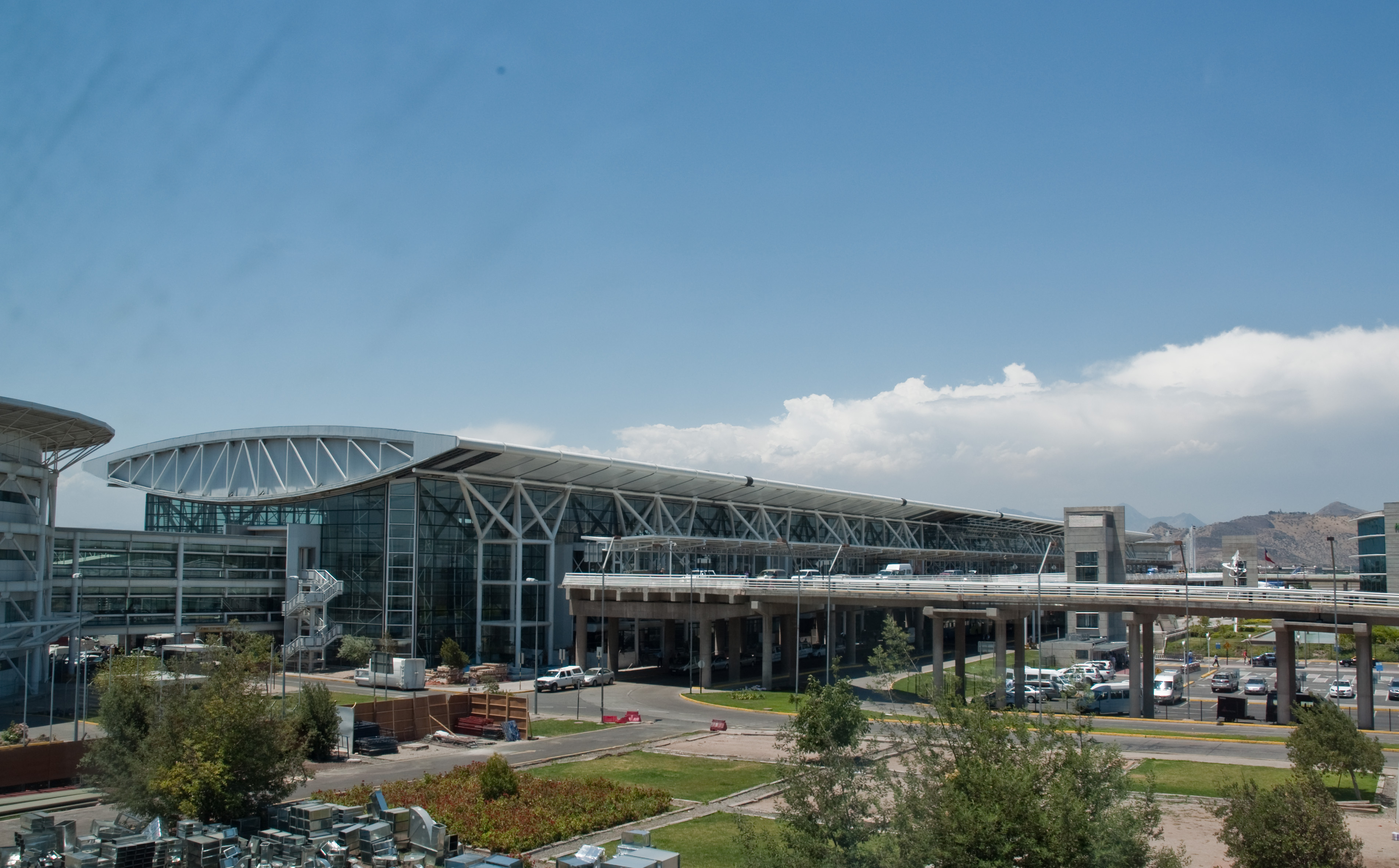
Aeropuerto Internacional Arturo Merino Benítez en 2010

El 14 de mayo de 2025, el periódico Diario Financiero informó que el presidente de la República, Gabriel Boric, anunciaría en la cuenta pública de ese año el proyecto de un tren ligero que conectaría la futura Línea 7 con el Aeropuerto Internacional Arturo Merino Benítez. Con una extensión estimada de entre 6 y 7 kilómetros, el tren conectaría de forma subterránea el terminal aéreo con la futura estación emplazada en avenida Mapocho Sur con Huelén en Cerro Navia en aproximadamente 7 minutos.
El 1 de junio de 2025, el presidente Boric anunció oficialmente, ante el Congreso Pleno, la construcción de la Línea A, una línea de metro ligero que conectará la principal terminal aérea del país y la estación Huelén de la Línea 7.
El ministro de Transportes y Telecomunicaciones, Juan Carlos Muñoz, señaló que la tarifa de la Línea A será más alta que la del resto de la red (alcanzando aproximadamente los 3000 pesos), la inversión total será de aproximadamente 365 millones de dólares y se espera que esté operativa hacia 2032, movilizando a alrededor de 9,5 millones de pasajeros por año. La línea contará con una sola vía e incluirá ciertos puntos estratégicos donde será posible el cruce de trenes.

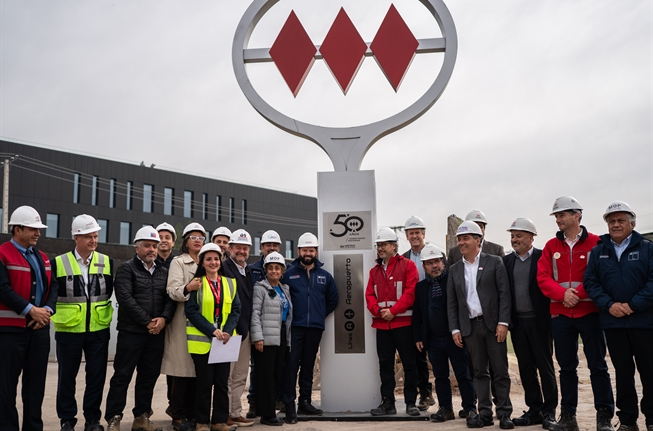
Presentación de la Línea A en la comuna de Cerro Navia (2 de junio de 2025)

El 2 de junio, el presidente Boric visitó la comuna de Cerro Navia, donde informó que la línea tendrá una extensión de 6,5 kilómetros y que su recorrido cruzará las autopistas Costanera Norte y Vespucio Norte. Asimismo, contará con dos estaciones, una en cada comuna, con puertas de andén y accesibilidad universal, y con el estándar de los vagones que actualmente circulan en las líneas 3 y 6, con conducción automática, aire acondicionado y cámaras de seguridad a bordo.

## Estaciones
| Estación   | Inauguración | Acceso para discapacitados | Ubicación                                      | Comuna      | Comb. | Estación | Tipo de estación |
| ---------- | ------------ | -------------------------- | ---------------------------------------------- | ----------- | ----- | -------- | ---------------- |
| Huelén     | est. 2032    | Acceso para discapacitados | Av. Mapocho con Huelén                         | Cerro Navia |       | Terminal | Subterránea      |
| Aeropuerto | est. 2032    | Acceso para discapacitados | Aeropuerto Internacional Arturo Merino Benítez | Pudahuel    |       | Terminal | Subterránea      |